# Kanton Lussac-les-Châteaux
Kanton Lussac-les-Châteaux (fr. Canton de Lussac-les-Châteaux) je francouzský kanton v departementu Vienne v regionu Poitou-Charentes. Skládá se z 10 obcí.

## Obce kantonu
- Bouresse
- Civaux
- Gouex
- Lhommaizé
- Lussac-les-Châteaux
- Mazerolles
- Persac
- Saint-Laurent-de-Jourdes
- Sillars
- Verrières